# Список земноводных и пресмыкающихся, занесённых в Красную книгу Украины
Земноводные и пресмыкающиеся, занесённые в Красную книгу Украины, — список из видов земноводных и пресмыкающихся, включённых в последнее издание Красной книги Украины (2009).
С последних десятилетий конца двадцатого века на Украине наблюдается существенное снижение численности популяции многих видов пресмыкающихся и земноводных. Основными фактором этого является растущее отрицательное влияние человека на их среду обитания, уничтожение, изменение и деградация биотопов, активное включение целинных земель в хозяйственное использование. Помимо сокращения естественных ареалов, дополнительным фактором снижения численности для некоторых видов является браконьерский отлов местным населением с коммерческой целью. Также отмечены довольно частые случаи убийства змей.

## Список земноводных и пресмыкающихся, занесённых в Красную книгу Украины
Названия отрядов, семейств и видов приведены в алфавитном порядке. Латинские названия видов и подвидов, а также систематическое разделение их по таксонам, приведены в соответствии с использованными в Красной книге Украины.
Помимо видов, внесённых в последнее издание Красной книги Украины (2009), на территории страны обитает 3 вида пресмыкающихся: европейская болотная черепаха, ящерица Даля и разноцветная ящурка, не находящиеся под охраной на Украине, но включённые в Международный красный список МСОП со статусом , как виды, близкие к уязвимому положению.
Обозначения охранного статуса МСОП:
- — виды на грани исчезновения (в критическом состоянии)
- — виды под угрозой исчезновения
- — уязвимые виды
- — виды, близкие к уязвимому положению
- — виды под наименьшей угрозой
- — виды, для оценки угрозы которым не хватает данных
- — виды не представленные в Международной Красной книге

| Иллюстрация                              | Русское и латинское название, автор таксона                                 | Ареал на территории Украины. Численность и лимитирующие факторы | Охранный статус в Красной книге Украины | Статус МСОП                                      | Прим.  |
| ---------------------------------------- | --------------------------------------------------------------------------- | --- | --------------------------------------- | ------------------------------------------------ | ------ |
| Класс Земноводные (Amphibia)             |                                                                             | |                                         |                                                  |        |
| Отряд Бесхвостые (Anura)                 |                                                                             | |                                         |                                                  |        |
| Семейство Жабы (Bufonidae)               |                                                                             | |                                         |                                                  |        |
|                                          | Камышовая жаба Bufo calamita (Laurenti, 1768)                               | Обитает в западных областях — Волынской и частично во Львовской и Ровенской. Наиболее южной точкой находки вида являются окрестности села Голоско в Львовской области, самой восточной — село Дубровица в Ровенской области. Численность в период размножения от 21 до 112 особей на 1 км². Лимитирующие факторы: антропогенная трансформация биотопов, уменьшение мест для размножения и их загрязнения. | Уязвимый вид                            | Вид вне опасности                                | [ 2 ]  |
| Семейство Круглоязычные (Discoglossidae) |                                                                             | |                                         |                                                  |        |
|                                          | Желтобрюхая жерлянка Bombina variegata (Linnaeus, 1758)                     | Обитает в горных и предгорных районах Карпат, поднимаясь до высоты почти 2000 м над уровнем моря. В Закарпатской области вид распространён почти повсеместно, за исключением юго-западных равнин. Во Львовской области связан с горно-предгорной юго-западной частью, заходя на север до Перемышлянского и Старосамборского районов. На территории Ивано-Франковской области встречается практически на всей территории, за исключением её северной части. Известно несколько разрозненных находок вида на западе Тернопольской области (Бучакский и Гусятинский районы). В предгорьях и низкогорьях встречается 10—50 (и более) особей на 100 м береговой линии. Численность уменьшается из-за антропогенной трансформации биотопов, уменьшении мест для размножения и их загрязнения. | Уязвимый вид                            | Вид вне опасности                                | [ 3 ]  |
| Семейство Лягушки (Ranidae)              |                                                                             | |                                         |                                                  |        |
|                                          | Прыткая лягушка Rana dalmatina Fitzinger in Bonaparte, 1839                 | Некоторое время было общепринято мнение, что на Украине вид обитает исключительно в Закарпатье. В 2000—2010-х годах было достоверно установлено, что вид встречается также в Винницкой и Черновицкой, а также в Ивано-Франковской и Львовской областях. Может обитать на юге Тернопольской и Хмельницкой областей. В период размножения численность составляет от 3 до 8 особей на 100 м маршрута. Численность сокращается из-за исчезновения мест обитания в результате хозяйственной деятельности человека, уменьшении количества мест, пригодных для размножения и их загрязнения. | Исчезающий вид                          | Вид вне опасности                                | [ 12 ] |
| Отряд Хвостатые (Caudata)                |                                                                             | |                                         |                                                  |        |
| Семейство Саламандровые (Salamandridae)  |                                                                             | |                                         |                                                  |        |
|                                          | Саламандра обыкновенная Salamandra salamandra (Linnaeus, 1758)              | Встречается в лиственных, смешанных, реже хвойных лесах Карпат, Закарпатской области и некоторых районах Прикарпатья (Львовская, Черновицкая, Ивано-Франковская области). Иногда находят отдельных представителей вида и дальше на восток (в Волынской, Житомирской, Киевской и даже Днепропетровской областях), но эти животные скорее всего завезены туда людьми. Снижение численности связано с изменениями биотопов и отловом. В Карпатах плотность взрослых и личинок составляет от 12—80 до 45—50 особей/км². | Уязвимый вид                            | Вид вне опасности                                | [ 13 ] |
|                                          | Тритон альпийский Ichthyosaura alpestris (Laurenti, 1768)                   | На Украине распространён в Карпатах. Северная граница проходит по Львовской области (Пустомытовский район), южная доходит до Черновцов. Западная и восточная границы ареала на Украине примерно совпадают с началом предгорий. В Карпатах плотность популяции в местах обитания составляет — 3—7 особей на 1 м². Причины сокращения численности: загрязнение водоёмов, вылов в коммерческих целях и интродукция чужеродных видов рыб, гибель особей от автотранспорта при размножении в водоёмах на просёлочных дорогах. | Уязвимый вид                            | Вид вне опасности                                | [ 14 ] |
|                                          | Тритон дунайский Triturus dobrogicus Kiritzescu, 1903                       | На территории Украины вид представлен номинативным подвидом, распространённым в Одесской (дельта Дуная), Херсонской, вероятно, Николаевской областях, а также подвидом Triturus dobrogicus macrosomus (Boulenger, 1908), встречающимся в Закарпатье. В дельте Дуная вид встречается в стоячих и слабопроточных водоёмах пойменных лесов, на заливных лугах и болотистых участках, каналах и временных водоёмах в черте населённых пунктов. Численность на Закарпатье составляет 5—60 особей на 100 м береговой линии, в Одесской обл. — 1,5 особей на 1 м² береговой линии (и более), в окрестностях Измаила — 0,4 особей на 1 м². Численности уменьшается из-за трансформации биотопов, уменьшения мест для размножения и их загрязнения. Вид включён в Европейский Красный список. | Уязвимый вид                            | Вид, близкий к уязвимому положению               | [ 17 ] |
|                                          | Тритон Карелина Triturus karelinii (Strauch, 1870)                          | Встречается только в горно-лесной части Крымского полуострова, на территории от Севастополя до Алушты, на север — примерно до Симферополя. Численность в местах размножения составляет от 5—15 до 40—50 особей особей на 50—100 м береговой линии. Изменения численности вызваны трансформацией места обитания, исчезновением и загрязнением нерестовых водоёмов. | Уязвимый вид                            | Вид вне опасности                                | [ 18 ] |
|                                          | Тритон карпатский Triturus montandoni Boulenger, 1860                       | Ареал вида на территории страны ограничено Карпатами: встречаются в Черновицкой, Ивано-Франковской, Львовской и Закарпатской областях. Западная граница проходит чуть западнее Ужгорода в Закарпатской области, на севере и северо-западе — по Хыровскому, Старосамборскому, Яворовскому районам Львовской области, на востоке — по Косовскому району Ивано-Франковской области, на юге по Хустскому, Раховскому, Тячевскому (Закарпатская область), Верховинскому (Ивано-Франковская область) и Вижницкому (Черновицкая область) районам. Численность на Закарпатье весной составляет 20-80 особей на 100 м береговой линии, в Ивано-Франковской и Львовской областях — от 18—20 до 143 особей на 10 м², в Черновицкой и Ивано-Франковской областях — от 4,6 до 19,6 ос./м² площади водоёмов. Численность уменьшается из-за антропогенной трансформации мест обитания, их загрязнения, особи погибают от автотранспорта при размножении в лужах на просёлочных дорогах. | Уязвимый вид                            | Вид вне опасности                                | [ 19 ] |
| Класс Пресмыкающиеся (Reptilia)          |                                                                             | |                                         |                                                  |        |
| Отряд Чешуйчатые (Squamata)              |                                                                             | |                                         |                                                  |        |
| Подотряд Змеи (Serpentes)                |                                                                             | |                                         |                                                  |        |
| Семейство Гадюковые (Viperidae)          |                                                                             | |                                         |                                                  |        |
|                                          | Гадюка Никольского Vipera nikolskii Vedmederja, Grubant & Rudajewa, 1986    | На Украине распространён в лесостепной зоне Черкасской, Днепропетровской, северной части Одесской, юга Сумской областей. Также местами в Донецкой и Луганской областях. Обычно плотность популяции 1—10 особей на га; при определённых фазах сезонного цикла может достигать 20—30 особей на 1 км маршрута или нескольких десятков на га. Причины изменения численности: трансформация биотопов (дачная застройка, перевыпас), гибель змей на автодорогах, уничтожение людьми или отлов с целью продажи. | Редкий вид                              | Вид не представлен в Международной Красной книге | [ 20 ] |
|                                          | Гадюка степная Vipera renardi (Christoph, 1861)                             | На Украине населяет крайний юг лесостепи и степь. Бо́льшая часть известных находок вида приходилось на Левобережье и Крым, но с первой половины XX века он также отмечался в Правобережье, где изначально встречался реже и был сравнительно немногочисленным. В XX веке вид был широко распространён по всей степной зоне Украины. В середине XX века, после интенсивного хозяйственного освоения степной зоны, численность снизилась. В Крыму вид населяет почти всю равнину (кроме наиболее засушливых участков побережий Керченского и Тарханкутского полуостровов), центральное и восточное предгорье и северный макросклон Главного хребта. Из Горного Крыма описан подвид Vipera renardi puzanovi Kukuskin, 2009. Современное распространение вида на Украине является спорадическим. На большей части территории Украины численность вида низкая, в некоторых районах он уже исчез. Численность варьирует от 1—10 до 20—60 особей на га.                          | Уязвимый вид                            | Уязвимый вид                                     | [ 21 ] |
| Семейство Ужеобразные (Colubridae)       |                                                                             | |                                         |                                                  |        |
|                                          | Медянка обыкновенная Coronella austriaca Laurenti, 1768                     | Распространена на всей территории Украины, однако плотность популяций крайне низкая. На большей части территории страны вид встречается спорадически, в Карпатах и Горном Крыму — довольно часто, где он встречается до высоты 1381 и 1200 м над уровнем моря соответственно. Плотность популяций обычно очень низкая — регистрируются единичные находки. В Присивашии и по долине Северского Донца численность до 0,2—1,0 особи на 1 км маршрута (до 5 особей/га). В Горном Крыму плотность популяций высокая и местами достигает 0,3—4 особей/км, или 0,3—13,3 особей/га. Причины изменения численности — сокращение площадей мест, пригодных для обитания вида, уменьшение кормовой базы и уничтожение человеком. | Уязвимый вид                            | Вид вне опасности                                | [ 26 ] |
|                                          | Полоз каспийский Dolichophis caspius (Gmelin, 1789)                         | Распространён в степной зоне и в Крымских горах, где поднимается до высоты 1000 м над уровнем моря. Охотно заселяет антропогенные биотопы, особенно каменистые пастбища, заброшенные карьеры, руины, может встречаться в байрачных лесах, долинах рек, населённых пунктах. Обычно плотность популяций не превышает 1-2 экземпляра на 1 км маршрута или нескольких особей на га. В благоприятных биотопах образуются локальные поселения с высокой плотностью до 20—50 особей/га. Причины изменения численности: распашка степных участков, уничтожение змей человеком и гибель на автодорогах. | Уязвимый вид                            | Вид с неопределённым статусом                    | [ 27 ] |
|                                          | Полоз леопардовый Zamenis situla Linnaeus, 1758                             | Распространён на южном берегу Крыма от Севастополя до Феодосии, а также в прогреваемых солнцем местностях в пределах Главной и Внутренней гряд Крымских гор, где обитает на высотах до 600—750 м над уровнем моря. Обычно встречаются единичные особи. Локально плотность популяций достигает 2—9 особей на га. Численность многих популяций стабильная, но в целом в Крыму имеет тенденцию к сокращению. Причины изменения численности: разрушение мест обитания при застройке и распашке. | Исчезающий вид                          | Вид вне опасности                                | [ 28 ] |
|                                          | Полоз Палассов Elaphe sauromates Pallas, 1811                               | Обитает в степной зоне страны (кроме её северной части) и в горах Крыма. Встречается спорадически, в Присивашье и на Керченском полуострове — гораздо чаще. Местами в Крыму, Николаевской, Одесской и Херсонской области этот вид является обычным (0,2—2 особи на 1 км маршрута или 0,4—12 особи/га), достигая на отдельных участках значительной плотности популяции (до 5 особей на 1 км маршрута). Причины сокращения численности: изменение среды обитания в результате хозяйственной деятельности человека, уничтожение и отлов змей людьми. | Уязвимый вид                            | Вид не представлен в Международной Красной книге | [ 29 ] |
|                                          | Полоз узорчатый Elaphe dione Pallas, 1773                                   | Один из самых редких видов пресмыкающихся в фауне Украины. Обычно встречаются единичные особи. В настоящее время спорадически встречается только на востоке степной зоны. Достоверные находки известны из Харьковской, Запорожской, Донецкой и Луганской областей. Обычно встречаются единичные особи. Причины изменения численности: антропогенное изменение мест обитания змей, массовая гибель на дорогах во время весенних и осенних миграций, уничтожение и отлов человеком. | Исчезающий вид                          | Вид вне опасности                                | [ 30 ] |
|                                          | Эскулапов полоз Zamenis longissimus Laurenti, 1768                          | На Украине встречается спорадически в западных областях, в районах, расположенных рядом с Молдовой; спорадически и локально отмечен в Тернопольской и Николаевской областях. Ранее известен в Черновицкой, Винницкой, Одесской и Кировоградской областях. В Карпатаx живёт в буковых и хвойных лесах. Обычно встречаются лишь единичные особи. Во многих местах популяции вида находятся в угрожающем состоянии или исчезли. Причины изменения численности: антропогенные изменения мест обитания вида и вылов змей браконьерами. | Исчезающий вид                          | Вид вне опасности                                | [ 31 ] |
| Подотряд Ящерицы (Lacertilia)            |                                                                             | |                                         |                                                  |        |
| Семейство Веретеницевые (Anguidae)       |                                                                             | |                                         |                                                  |        |
|                                          | Желтопузик Pseudopus apodus Pallas, 1755                                    | На Украине встречается только на Крымском полуострове, где обитает в низкогорьях западной части Крымских гор, на южном берегу Крыма и северном макросклоне гор к долине реки Альма, на северном и восточном побережье Керченского полуострова. Отмечен также на крайнем западе Тарханкутского полуострова. Найден в Аксу-Жабаглинском заповеднике, в природных заповедниках Ялтинском горно-лесном, «Мыс Мартьян», Крымском и Казантипском. Всё ещё сохранил высокую численность (местами до 7—15 особей на 1 км маршрута), но обычно плотность популяции не превышает 0,2—0,5 особей/км. Причины изменения численности: разрушение биотопов в ходе хозяйственной деятельности человека (особенно при сплошной застройке), уничтожение человеком. | Исчезающий вид                          | Вид вне опасности                                | [ 34 ] |
| Семейство Гекконы (Gekkonidae)           |                                                                             | |                                         |                                                  |        |
|                                          | Средиземноморский тонкопалый геккон Cyrtopodion kotschyi Steindachner, 1870 | На территории страны вид представлен подвидом Cyrtopodion kotschyi danilewskii (Strauch, 1887). В фауне Украины — это наиболее узкоареальный вид рептилий. Спорадически распространён в Крыму на узкой полосе побережья между Севастополем (от мыса Херсонес) и Кара-Дагом. На территории Крымского полуострова впервые найден в 1861 году в Херсонесе. Крупнейшая синантропная популяция обитает в Национальном заповеднике «Херсонес Таврический». Обычная плотность популяций в природных биотопах составляет 100—300 особей на га. Главными угрожающими факторами являются пожары и последующая эрозия склонов. Состояние некоторых популяций стабильное, но в целом численность неуклонно сокращается. | Исчезающий вид                          | Вид вне опасности                                | [ 37 ] |
| Семейство Настоящие ящерицы (Lacertidae) |                                                                             | |                                         |                                                  |        |
|                                          | Зелёная ящерица Lacerta viridis Laurenti, 1768                              | Вид распространён мозаично в степной и лесостепной зонах почти исключительно Правобережной Украины, в Закарпатье. Встречается в Карпатских предгориях и Правобережной лесостепи; на Левобережье вид известен из района Днепровских порогов, Самарского бора (Днепропетровская область) и окрестностей Полтавы (изолированная популяция). В окрестностях Черкасс плотность популяции — 1-2 особи на 1 км маршрута, в Днепропетровской области — от 0,01 особи/га до 3-35 особей/км. Причины изменения численности: антропогенная трансформация мест обитания, применение пестицидов, отлов людьми, в отдельные годы — слишком холодные зимы. | Уязвимый вид                            | Вид вне опасности                                | [ 38 ] |

### Комментарии
1. 1 2 3 4 5 6 7 8 9  Бо́льшая часть Крымского полуострова  является объектом территориальных разногласий между Россией, контролирующей спорную территорию, и Украиной, в пределах признанных большинством государств — членов ООН границ которой спорная территория находится. Согласно федеративному устройству России, на спорной территории Крыма располагаются субъекты Российской Федерации — Республика Крым и город федерального значения Севастополь. Согласно административному делению Украины, на спорной территории Крыма располагаются регионы Украины — Автономная Республика Крым и город со специальным статусом Севастополь.